# Aquilegia litardierei
Aquilegia litardierei är en ranunkelväxtart som beskrevs av John Isaac Briquet. Aquilegia litardierei ingår i släktet aklejor, och familjen ranunkelväxter. Inga underarter finns listade i Catalogue of Life.